# Ctenogobius saepepallens
Ctenogobius saepepallens es una especie de peces de la familia de los Gobiidae en el orden de los Perciformes.

## Morfología
Los machos pueden llegar a alcanzar los 5cm de longitud total.

## Hábitat
Es un pez de Clima tropical y asociado a los  arrecifes de coral que vive entre 0-40 m de profundidad.

## Distribución geográfica
Se encuentra en el Atlántico occidental central: desde el sur de Florida y Bahamas hasta Sudamérica.

## Observaciones
Es inofensivo para los humanos.